# Мухабарат (Египет)
Генералната разузнавателна дирекция (на арабски: جهاز المخابرات العامة‎, 'Гихаз ал-Мухабарат ал-Амма'), по-известна само като Мухабарат (на арабски: المخابرات‎, 'ал-Муха̀барат') е египетската служба за разузнаване.
Тя осигурява разузнавателна информация, касаеща вътрешната и външната национална сигурност. Нейният фокус е контратероризмът.
Мукхабаратът, Службата за военно разузнаване и Държавната служба за разследване на сигурността са ядрото на разузнавателната система в Египет.
Омар Сулейман е един от най-дългогодишните директори на тази служба. Той управлява Мукхабарата от 1993 до 2011 г. Наследен е от Мурад Муафи.